# Évariste Sanchez-Palencia
Évariste (Enrique) Sanchez-Palencia (Madrid, 3 de enero de 1941) es un investigador en mecánica teórica, matemática aplicada y epistemología residente en Francia.

## Biografía
Se graduó de Ingeniero Aeronáutico por la Escuela Técnica Superior de Ingeniería Aerónautiva y del Espacio de la Universidad Politécnica de Madrid en 1964, donde fue profesor en el curso 1965-66. Es Doctor por la Universidad Pierre y Marie Curie (Tesis Estado en Ciencias Matemáticas, 1969).
Es investigador en el Centro Nacional para la Investigación Científica de Francia desde 1967 y fue elegido miembro correspondiente de la Academia de Ciencias de Francia en 1987. Es actualmente director de investigación emérito en el CNRS, y miembro titular de la Academia de Ciencias de Francia desde 2001.
Ha sido también miembro de la junta directiva de la Unión Racionalista francesa, y desde el 4 de octubre de 2019, es Doctor Honoris Causa por la Universidad Politécnica de Madrid.
Sanchez-Palencia cuenta con más de 55 años de experiencia investigadora y con el reconocimiento científico a nivel mundial, en temas tales como los problemas de la mecánica (y más recientemente, de la biología) dependientes de pequeños parámetros. Ha aportado importantes soluciones en problemas de fluidos magnetohidrodinámicos, en problemas de perturbaciones singulares y en vibraciones de sistemas complejos, entre otros. Ha sido miembro de consejos editoriales y redactor jefe de revistas prestigiosas en la mecánica y la matemática aplicada desde 1982. Pionero en métodos matemáticos para la teoría de la homogeneización, y con problemas matemáticos que llevan su nombre, está en particular relacionado con la universidad española, primero como estudiante, y posteriormente por su investigación científica, de interés en múltiples grupos de investigación españoles y de todo el mundo.

## Principales temas de investigación
- 1970-1985: Homogeneización en  medios continuos fuertemente heterogéneos: materiales compuestos, medios porosos y homogeneización de fronteras.
- 1985-2010: Métodos asintóticos y cálculo numérico de placas y cáscaras (shells) muy delgadas.
- Desde 2005: Epistemología en los tópicos:
  - Carácter esencialmente aproximado y evolutivo del conocimiento científico.
  - La teoría de los sistemas dinámicos, que da una base inteligible al movimiento dialéctico de la naturaleza (interacción dinámica, aspectos constructivos de la evolución, etc.)

## Distinciones y premios
- 1969: Medalla de bronce del CNRS, en Mecánica.
- 1974: Premio Henri de Parville, otorgado por la Academia de Ciencias de Francia.
- 1981: Medalla de plata CNRS, en Ciencias Físicas para la Ingeniería.
- 1987: Miembro correspondiente de la Academia de Ciencias de Francia (sección de Ciencias Mecánicas).
- 1995: Premio del Institut français du pétrole, otorgado por la Academia de Ciencias de Francia.
- 2001: Miembro titular de la Academia de Ciencias de Francia.[6]
- 2019: Doctor Honoris Causa por la Universidad Politécnica de Madrid.[7][8]

## Publicaciones
Más de 200 artículos y 10 libros:

### Mecánica y matemáticas (libros)
- Non homogeneous media and vibration theory, Lecture notes in Physics 127, Springer, Berlin , 398 páginas, 1980. Traducido al ruso, MIR, 1984
- Computation of singular solutions in elliptic problems and elasticity, con Dominique Leguillon, Masson, John Wiley, 200 páginas, 1987.
- Vibration and coupling of continuous systems. Asymptotic methods, con Jacqueline Sanchez-Hubert, Springer, 421 páginas, 1989.
- Introduction aux méthodes asymptotiques et à l'homogénéisation. Application à la mécanique des milieux continus, con J. Sanchez-Hubert, Masson,[9]  266 páginas, 1992.
- Exercices sur les méthodes asymptotiques et à l'homogénéisation. Application à la mécanique des milieux continus, con J. Sanchez-Hubert, Masson, 192 páginas, 1993.
- Coques élastiques minces: propriétés asymptotiques, con J. Sanchez-Hubert, Masson, 376 páginas, 1997.
- Singular problems in shell theory. Computing and asymptotics, con Olivier Millet et Fabien Béchet, Springer,  265 páginas, 2010.

### Epistemología e historia de la ciencia (libros)
- Paseo dialéctico por las ciencias,[10][11] Ed. Universidad de Cantabria, Santander, 480 páginas, 2015, ISBN 978-84-8102-746-4, traducido del original francés Promenade dialectique dans les sciences, Hermann, 476 páginas, 2012. ISBN 978-2705682729.  Traducido al italiano Passeggiata dialettica tra le scienze, UNICOPLI, 2018, ISBN 978-8840020402. Traducido al inglés Dialectic walk in the sciences, KDP, 2023, ISBN 979-8857033609.
- Varias contribuciones en Science et culture. Repères pour une culture scientifique commune, con Jean-Pierre Kahane, Jacques Haïssinski y Hélène Langevin-Joliot, Ed. Apogée/Espace des sciences, Rennes, 160 páginas, 2015, ISBN 978-2-84398-473-0.

### Epistemología y sistemas dinámicos (libros)
- Dialectique dans les sciences et systèmes dynamiques, con Jean-Pierre Françoise,  Le Temps des Cerises, Essais Scientifiques, 240 páginas, Enero de 2023, ISBN 9782370712592.

### Artículos sobre epistemología e historia de la ciencia
Se pueden consultar o descargar
- Paradoxes du camouflage et vulnérabilité aux prédateurs, commentaire sur la causalité, Pratiques scientifiques et épistémologie, Academie des Sciences, Francia, 2017.
- Remarques sur science et croyance, Libres propos d'Académiciens, Académie des Sciences, Francia, 2019.
- Remarques sur la causalité biologique, Libres propos d'Académiciens, Académie des Sciences, Francia, 2019.
- Risques, principe de précaution et consorts, Libres propos d'Académiciens, Académie des Sciences, Francia, 2017.
- Culture, progrès scientifique et convictions, Libres propos d'Académiciens, Académie des Sciences, Francia, 2017.
- Recherche et volontarisme, le rendez-vous manqué du, Libres propos d'Académiciens, Académie des Sciences, Francia, 1976.
- Le dilemme du prisonnier revisité et la méthode dialectique, Libres propos d'Académiciens, Académie des Sciences, Francia, 2013.
- Poincaré et le chaos déterministe, Évolution des disciplines et histoire des découvertes, Académie des Sciences, Francia, 2015. Parcialmente traducido al castellano.[13]
- Recherche et enseignement en captivité, Leray à Edelbach, Évolution des disciplines et histoire des découvertes, Académie des Sciences, Francia, 2015.
- La découverte de Neptune et le fiasco de Vulcain, Évolution des disciplines et histoire des découvertes,Académie des Sciences, Francia, 2013.
- Maxwell, Hertz et l'électromagnétisme, Évolution des disciplines et histoire des découvertes, Academie des Sciences, Francia, 2013.

### Artículos sobre mecánica y matemáticas
Algunos artículos relacionados con las distintas líneas de investigación; se pueden consultar resúmenes en la base de datos MathSciNet
- On certain perturbation problems and singular equations of magnetohydrodynamics. J. Math. Anal. Appl. 44 (1973) 1–27.
- Équations aux dérivées partielles dans un type de milieux hétérogènes. C. R. Acad. Sci. Paris Sér. A-B 272 (1971).
- Solutions périodiques par rapport aux variables d'espace et applications. C. R. Acad. Sci. Paris Sér. A-B 271 (1970).
- Comportements local et macroscopique d'un type de milieux physiques hétérogenes. Internat. J. Engrg. Sci. 12 (1974) 331–351.
- Boundary value problems in domains containing perforated walls. perforated walls. Nonlinear partial differential equations and their applications. Collège de France Seminar, Vol. III (Paris, 1980/1981), pp. 309–325, Res. Notes in Math., 70, Pitman, Boston, Mass.-London, 1982.
- Acoustic fluid flow through holes and permeability of perforated walls., con J. Sanchez-Hubert. J. Math. Anal. Appl. 87 (1982) 427–453.
- Statique et dynamique des coques minces.I. Cas de flexion pure non inhibée. (French) [Statics and dynamics of thin shells. I. The case of noninhibited flexion] C. R. Acad. Sci. Paris Sér. I Math. 309 (1989), no. 6, 411–417.
- Statique et dynamique des coques minces. II. Cas de flexion pure inhibée. Approximation membranaire. C. R. Acad. Sci. Paris Sér. I Math. 309, no. 7 (1989) 531–537.
- Passage à la limite de l'élasticité tridimensionnelle à la théorie asymptotique des coques minces. C. R. Acad. Sci. Paris Sér. II Méc. Phys. Chim. Sci. Univers Sci. Terre 311, n. 8 (1990) 909–916.
- On a singular perturbation going out of the energy space. J. Math. Pures Appl. 79 (2000) 591–602.
- Paradoxes of vulnerability to predation in biological dynamics and mediate versus immediate causality. con P. Lherminier. Discrete Contin. Dyn. Syst. Ser. S 13 (2020) 2195–2209.